# هاري إيست
هاري إيست (بالإنجليزية: Harry East)‏ هو لاعب كرة قاعدة أمريكي، ولد في 1862 في ديكادور في الولايات المتحدة، وتوفي في 1 يونيو 1905 في سانت لويس في الولايات المتحدة.

## وصلات خارجية
- هاري إيست على موقعبيزبول رفرنس.كوم (الدوري الرئيسي) (الإنجليزية)
- هاري إيست على موقعبيزبول رفرنس.كوم (الدوري الثانوي) (الإنجليزية)